# Malhada de Pedras
Malhada de Pedras é um município brasileiro no interior do estado da Bahia, Região Nordeste do País, orientado nas coordenadas 14º23'17", latitude (Sul) e 41º52'45", longitude (Oeste). Está a uma altitude de 515 metros. Sua população estimada em 2022 é de 8.670 habitantes, distribuídos em uma área de 550,550 quilômetros quadrados, segundo dados do Instituto Brasileiro de Geografia e Estatística (IBGE).

## Geografia

### Municípios limítrofes
Faz limites com Brumado, a Nordeste, Caraíbas, a sul, Rio do Antônio e Maetinga, a oeste.

### Hidrografia
É banhado pelo Rio do Antônio.

## Organização Político-Administrativa
O Município de Malhada de Pedras possui uma estrutura político-administrativa composta pelo Poder Executivo, chefiado por um Prefeito eleito por sufrágio universal, o qual é auxiliado diretamente por secretários municipais nomeados por ele, e pelo Poder Legislativo, institucionalizado pela Câmara Municipal de Malhada de Pedras, órgão colegiado de representação dos munícipes que é composto por vereadores também eleitos por sufrágio universal.

### Atuais autoridades municipais de Malhada de Pedras
- Prefeito: Carlos Roberto Santos da Silva "Beto de Preto Neto" - PSD (2021/-)[6]
- Vice-prefeito: Gonçalo Pessoa dos Santos - PT (2021/-)[6]
- Presidente da câmara: Evânio Alves de Oliveira - PT (2021/-)